# Juan Ignacio Martínez
Juan Ignacio Martínez Jiménez (* 24. Juni 1964 in Alicante) ist ein ehemaliger spanischer Fußballspieler und heutiger -trainer.
Der unter dem Spitznamen JIM (von den Initialen seines Namens) bekannte Martínez trainierte bis zum Ende der Saison 2012/13 den Erstligisten Levante UD, mit dem er in jener Saison das Achtelfinale der UEFA Europa League erreichte, jedoch als Tabellenelfter die internationalen Startplätze verpasste. Aufgrund dessen wurde sein im Juni 2013 auslaufender Vertrag nicht mehr verlängert. Zur Saison 2013/14 trat Martínez die Nachfolge von Miroslav Đukić als Trainer von Real Valladolid an.